# Gwynedd
Gwynedd és un comtat de Gal·les creat el 1974 per la Local Government Act de 1972. Cobreix el territori dels antics comtats de Carnavon, Anglesey, Merioneth, el districte rural d'Edeyrnion i algunes parròquies de Denbigh: Llanrwst, Llanstaffraid Glan Conwy, Eglwysbach, Llanddoged, i Tir Ifan.
Té una extensió de 2.548 km² i una població de 118.110 habitants segons el cens del 2004 (46 h/km²); segons dades del 2001, el nombre de parlants de gal·lès al comtat era de 78.773 (67,3%). La capital n'és Caernarfon. És seu de la Universitat de Bangor. El partit més votat al comtat és el Plaid Cymru. Punts d'interès turístic destacat en són Portmeirion, les cavernes de pissarra de Llechwedd i els castells de Caernarfon, Penrhyn i Harlech.

## Història
Vegeu Regne de Gwynedd.